# Centi Bunker
Die Centi Bunker (reglementarische Bezeichnung: 10,5 cm Panzerabwehr-System Centurion) waren verbunkerte Panzerabwehrstellungen der Schweizer Armee.
Diese Bunker wurden ab 1990 gebaut, als mit der Beschaffung des neuen Kampfpanzers Leopard 2 im Rüstungsprogramm 1987 die Centurion-Panzer aus den 1950er-Jahren, welche nur noch zur Panzerabwehr eingesetzt waren, frei wurden. Die Türme des Centurion mit der leistungsfähigen Kanone Royal Ordnance L7 wurden zusammen mit einem Wärmebild-Zielgerät jeweils in einen neu erstellten Bunker eingebaut. Die Geschütze wirkten flankierend auf ein Panzerhindernis.

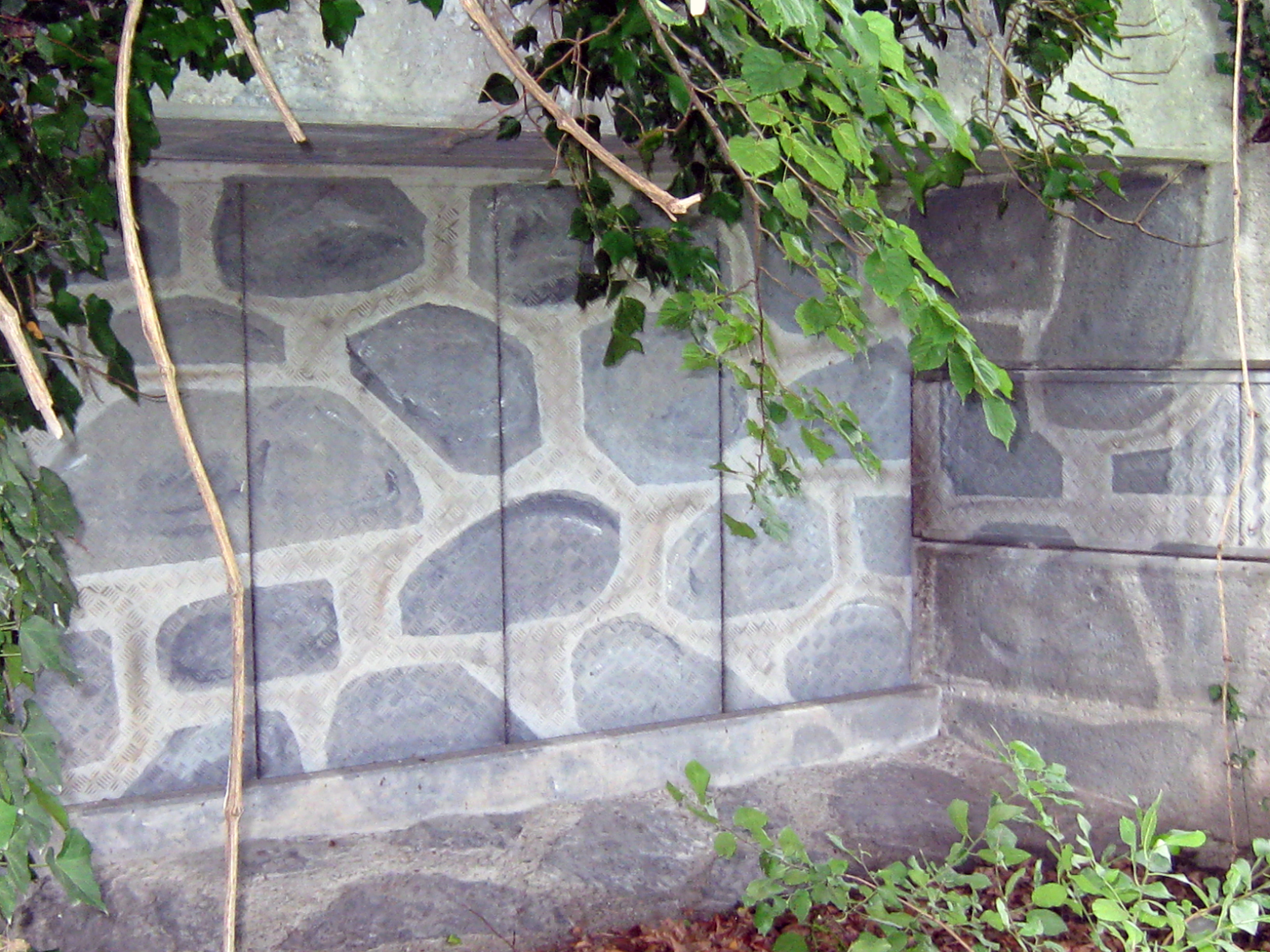
Scharte und Rohrabdeckung (rechts) des Centi Bunkers A 6181 beim Schollberg in Sargans
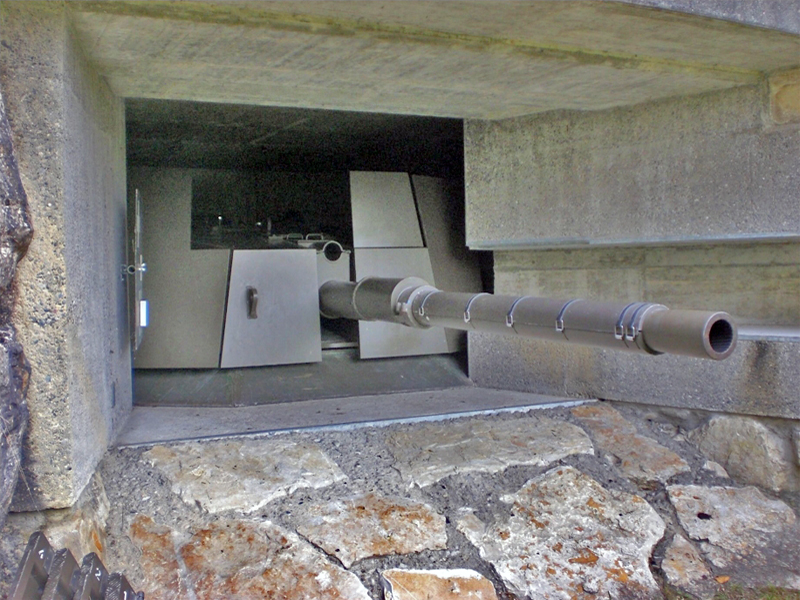
Geöffneter Centi Bunker A 3829 in Rüfenach
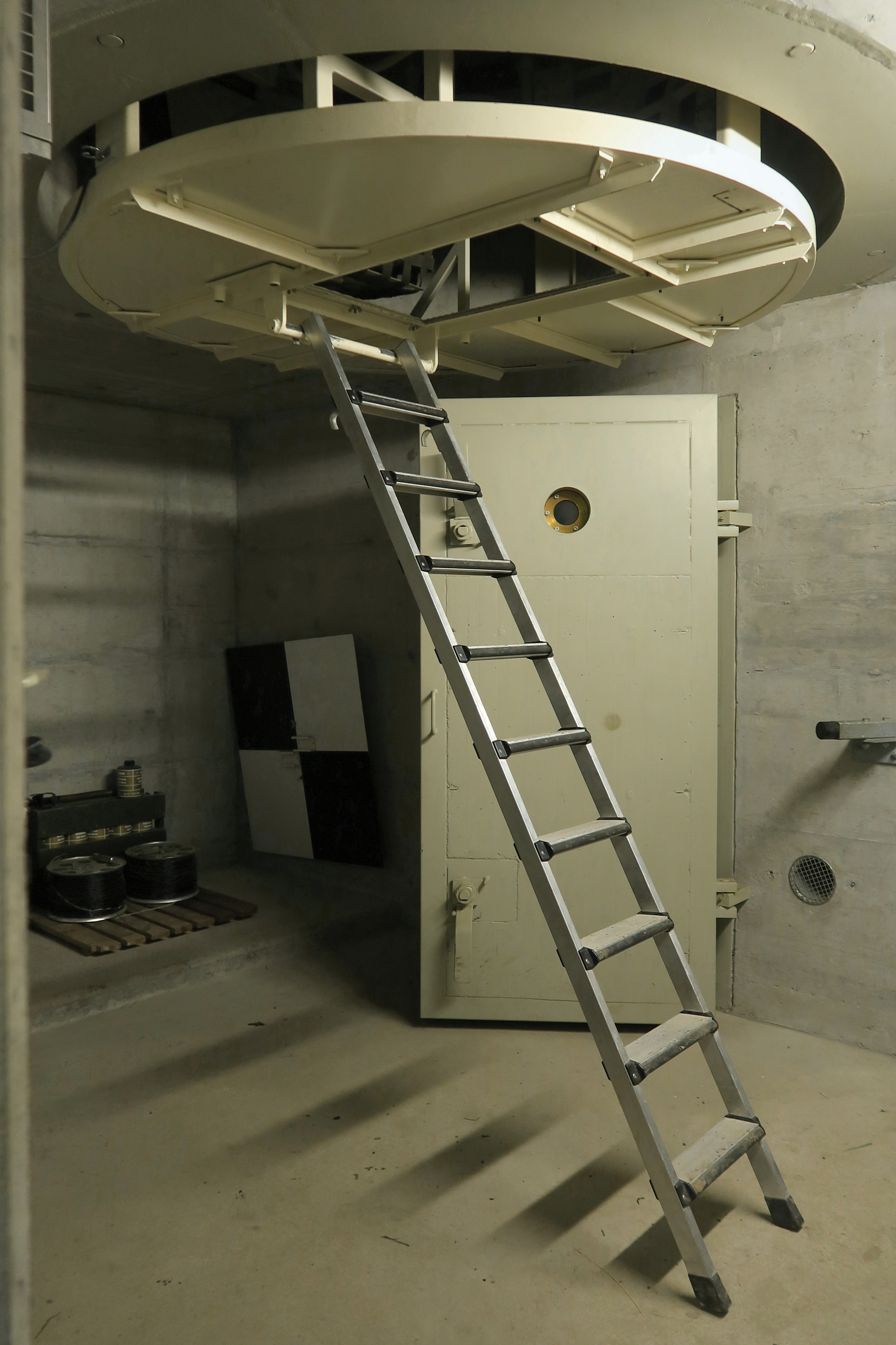
Zugang zum Panzerturm. Hinter der Türe der geschützte Ruheraum für drei Personen

Wegen des Endes des Kalten Krieges wurden entgegen der ursprünglichen Planung nur 21 Centi Bunker gebaut, davon eine Ausbildungsanlage auf dem Schiessplatz Chirel in Diemtigen. Ab 2004 waren mit der Struktur Armee XXI den Centi Bunkern keine Truppen mehr zugeteilt, anschliessend wurden sie entklassifizert. Der Simulator aus dem Ausbildungszentrum Därstetten befindet sich nun im Schweizerischen Militärmuseum Full.